# Saules (Doubs)
Saules – miejscowość i gmina we Francji, w regionie Burgundia-Franche-Comté, w departamencie Doubs.
Według danych na rok 1990 gminę zamieszkiwało 177 osób, a gęstość zaludnienia wynosiła 23 osoby/km² (wśród 1786 gmin Franche-Comté Saules plasuje się na 567. miejscu pod względem liczby ludności, natomiast pod względem powierzchni na miejscu 591.).